# Koluszki (gmina)
Koluszki – gmina miejsko-wiejska w województwie łódzkim, w powiecie łódzkim wschodnim z siedzibą w Koluszkach.
Według danych z 1 stycznia 2018 roku gmina liczyła 23 639 mieszkańców.

## Położenie
Według danych z 1 stycznia 2018 roku powierzchnia gminy Koluszki wynosiła 157,20 km².
Gmina położona jest we wschodniej części powiatu łódzkiego wschodniego na obszarze Wzniesień Łódzkich. Przez teren gminy przepływa Koluszkowianka, Mroga i Piasecznica.

## Przynależność administracyjna
| Gmina Koluszki | Gmina Koluszki            | Gmina Koluszki            |
| Okres          | Jednostka administracyjna | Jednostka administracyjna |
| -------------- | ------------------------- | ------------------------- |
| 1975–1998      | województwo piotrkowskie  | województwo piotrkowskie  |
| 1999–          | województwo łódzkie       | powiat łódzki wschodni    |

## Środowisko naturalne

### Lasy
W 2017 roku powierzchnia lasów na terenie gminy wynosiła 6435 ha, co stanowi lesistość na poziomie 40,9%.

### Formy ochrony przyrody
- Rezerwat przyrody Gałków (57,85 ha)
- Leśny Park Dendrologiczny (0,5 ha), przy drodze Kaletnik–Będzielin[4]

## Demografia

### Ludność
| Liczba mieszkańców gminy Koluszki wg GUS | Liczba mieszkańców gminy Koluszki wg GUS | Liczba mieszkańców gminy Koluszki wg GUS | Liczba mieszkańców gminy Koluszki wg GUS | Liczba mieszkańców gminy Koluszki wg GUS |
| Rok (stan na 1 stycznia)                 | Liczba ludności                          | Przyrost                                 | Gęst. zaludnienia [os./km²]              | Powierzchnia [km²]                       |
| ---------------------------------------- | ---------------------------------------- | ---------------------------------------- | ---------------------------------------- | ---------------------------------------- |
| 2016                                     | 23 636                                   | –                                        | 150                                      | 157,20                                   |
| 2017                                     | 23 609                                   | 27                                       | 150                                      | 157,20                                   |
| 2018                                     | 23 639                                   | 30                                       | 150                                      | 157,20                                   |

| Wskaźnik maskulinizacji (stan na 1 stycznia 2018) | Wskaźnik maskulinizacji (stan na 1 stycznia 2018) | Wskaźnik maskulinizacji (stan na 1 stycznia 2018) | Wskaźnik maskulinizacji (stan na 1 stycznia 2018) | Wskaźnik maskulinizacji (stan na 1 stycznia 2018) |
| Opis                                              | Ogółem                                            | Ogółem                                            | Kobiety                                           | Mężczyźni                                         |
| ------------------------------------------------- | ------------------------------------------------- | ------------------------------------------------- | ------------------------------------------------- | ------------------------------------------------- |
| populacja                                         | 23 639                                            | 100%                                              | 52,5%                                             | 47,5%                                             |

## Miejscowości

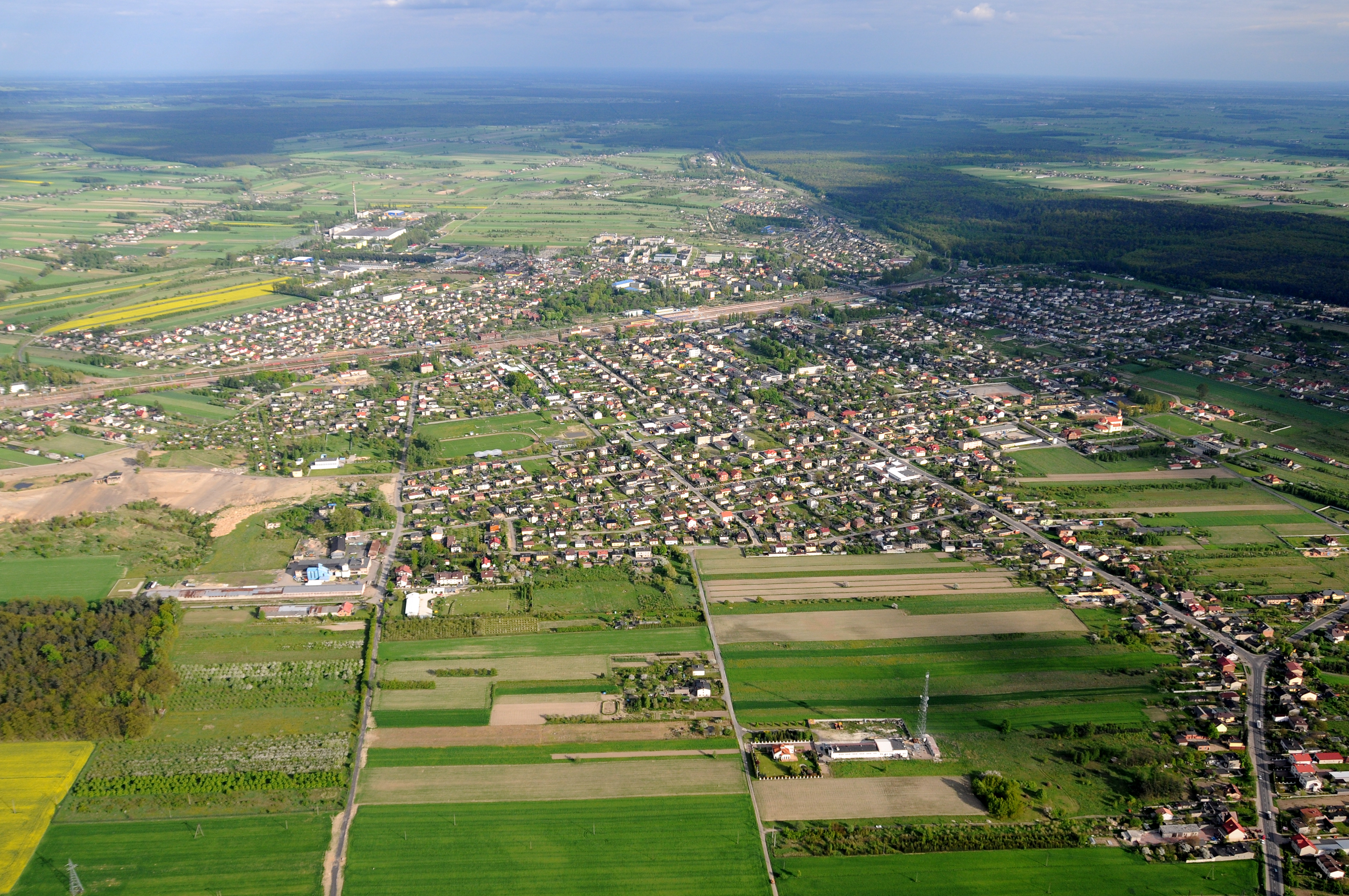
Koluszki z lotu ptaka

Miejscowości wg TERYT:
| - Koluszki - Będzelin - Borowa (Borowa I, Borowa II) - Długie–Turobowice - Felicjanów - Gałków Duży - Gałków Mały (Gałków Mały Wschód, Gałków Mały Zachód) - Gałkówek-Parcela - Jeziorko - Katarzynów–Zygmuntów - Kaletnik - Kazimierzów - Lisowice–Erazmów - Nowy Redzeń - Przanowice - Regny - Różyca–Żakowice - Stamirowice–Leosin - Stary Redzeń - Stefanów - Słotwiny - Świny - Wierzchy | - Regny - Stare Chrusty - Czatolin (część wsi Gałków Duży) - Długie-Kolonia (część wsi Długie) - Górny Śląsk (część wsi Stary Redzeń) - Małe Przanowice (część wsi Przanowice) - Mogiłki (część wsi Gałków Duży) - Nowa Borowa (część wsi Borowa) - Nowe Jeziorko (część wsi Jeziorko) - Stare Jeziorko (część wsi Jeziorko) - Stare Słotwiny (część wsi Słotwiny) - Stare Wierzchny (część wsi Wierzchny) - Świny-Pieńki (część wsi Świny) - Wierzchny Dolne (część wsi Wierzchny) - Wierzchny Górne (część wsi Wierzchny) - Wierzchny-Kolonia (część wsi Wierzchny) - Witosówka (część wsi Gałkówek-Parcela) - Leopoldów (kolonia wsi Kazimierzów) - Michałów (kolonia wsi Świny) - Przanowska Parcela (kolonia wsi Przanowice) - Świny (kolonia wsi Świny) |

## Turystyka i zabytki

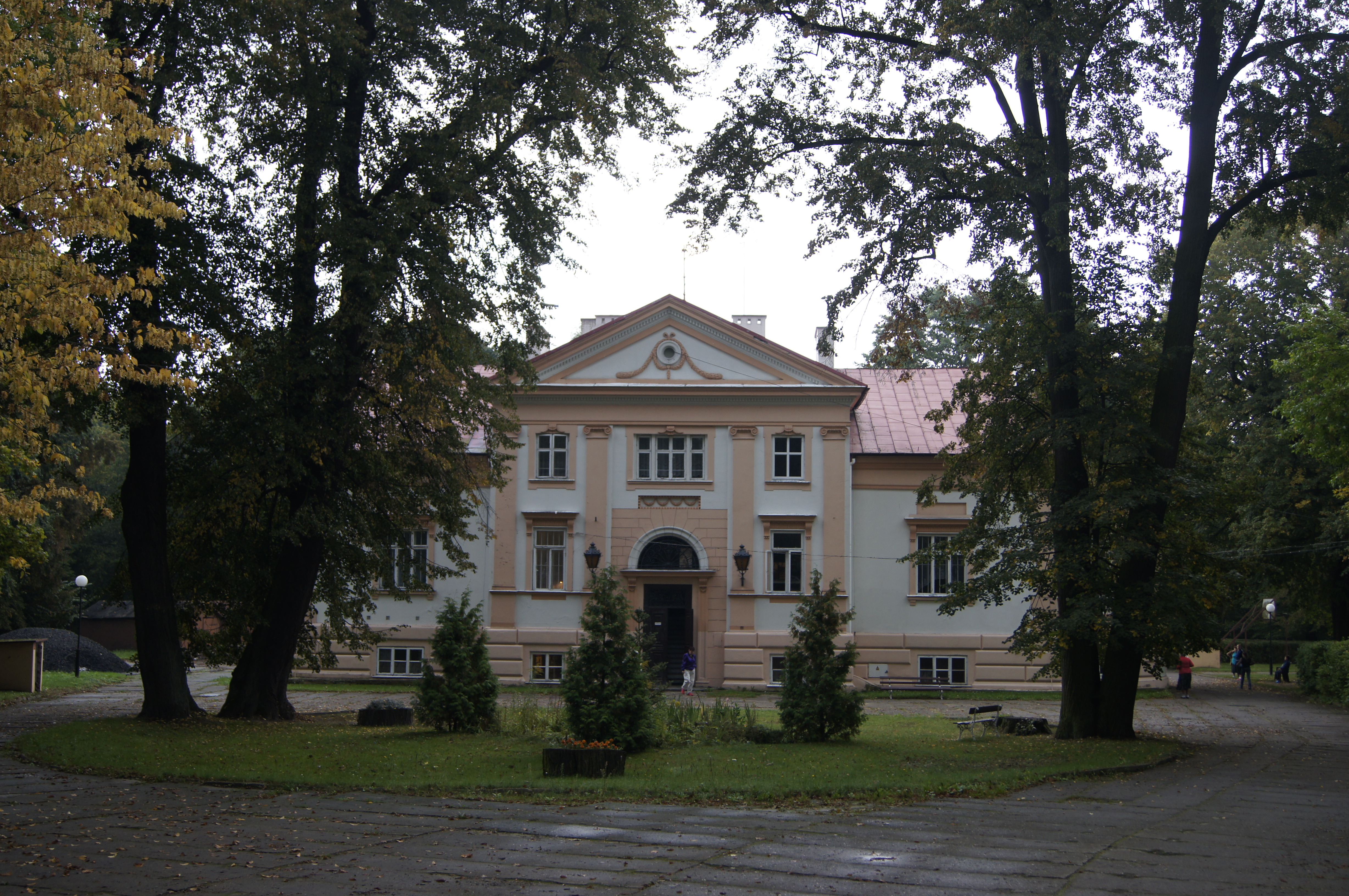
Zespół dworski wraz z parkiem w Lisowicach

### Zabytki
- park dworski w Lisowicach[6]
- cmentarz z XVII w. (obecnie lapidarium) przy kościele pw. św. Trójcy w Gałkowie Dużym[7]
- cmentarz wojenny z okresu I wojny światowej (1914–1918) w Gałkowie Małym[7]
- neogotycki kościół pw. Niepokalanego Poczęcia NMP (1895–1903) w Koluszkach[7]
- osiedle robotnicze z końca XIX w. w Koluszkach[7]

### Ścieżki rowerowe
W 2017 roku na terenie gminy było 7,6 km ścieżek rowerowych.

## Gospodarka
Gmina Koluszki ma charakter rolniczo–przemysłowy (ok. 48% powierzchni gminy to użytki rolne), wchodzi w skład Łódzkiego Obszaru Metropolitalnego. W 2017 na terenie gminy w rejestrze REGON zarejestrowanych było 2132 podmiotów gospodarczych; dochód gminy na jednego mieszkańca wynosił 3803 zł.

## Transport

### Transport drogowy

#### Drogi wojewódzkie
- 715 Brzeziny – Ujazd
- 716 Koluszki – Piotrków Trybunalski

### Transport kolejowy
- 1 Warszawa ↔ Katowice
- 17 Koluszki ↔ Łódź Fabryczna
- 534 Koluszki ↔ Mikołajów
- 535 Koluszki ↔ Żakowice Południowe

## Sąsiednie gminy
Andrespol, Brójce, Brzeziny, Budziszewice, Jeżów, Rogów, Rokiciny, Ujazd, Żelechlinek